# Backstreet's Back
Backstreet's Back е вторият студиен албум на американската поп-група Бекстрийт Бойс издаден през август 1997 година. Това е първият албум на групата издаден на територията на САЩ. Албумът е с общи продажби 1 000 000 в Германия и Канада, 800 000 в Испания, 700 000 копия в Обединеното кралство и 5 000 000 в Европа. Албумът е на 2-ро място в Обединеното кралство и получава 2 пъти платинена сертификация.

## Списък с песните

### Оригинален траклист
1. „Everybody (Backstreet's Back)“ – 3:44
2. „As Long as You Love Me“ – 3:40
3. „All I Have to Give“ – 4:37
4. „That's the Way I Like It“ – 3:40
5. „10 000 Promises“ – 4:00
6. „Like a Child“ – 5:05
7. „Hey, Mr. DJ (Keep Playin' This Song)“ – 4:25
8. „Set Adrift on Memory Bliss“ – 3:40
9. „That's What She Said“ – 4:05
10. „If You Want It to Be Good Girl (Get Yourself a Bad Boy)“ – 4:47
11. „If I Don't Have You“ – 4:35

### Канадско издание
1. „Anywhere for You“ – 4:42
2. „If You Want It to Be Good Girl (Get Yourself a Bad Boy)“ – 4:47
3. „If I Don't Have You“ – 4:35

### Азиатско, Японско и Австралийско Коледно издание
1. „Everybody (Backstreet's Back)“ – 3:44
2. „As Long as You Love Me“ – 3:40
3. „All I Have to Give“ – 4:37
4. „Missing You“ – 4:31
5. „That's the Way I Like It“ – 3:40
6. „10 000 Promises“ – 4:00
7. „Like a Child“ – 5:05
8. „Hey, Mr. DJ (Keep Playin' This Song)“ – 4:25
9. „Set Adrift on Memory Bliss“ – 3:40
10. „That's What She Said“ – 4:05
11. „If You Want It to Be Good Girl (Get Yourself a Bad Boy)“ – 4:47
12. „All I Have to Give“ (част 2 – The Conversation Mix) – 4:16
13. „If I Don't Have You“ – 4:35

### Японско издание
1. „Everybody“ (Matty's Club Mix) – 6:25

### Азиатско и Австралийско Коледно издание бонус диск
1. „Backstreet Boys интервю“ – 11:23
2. „Christmas Time“ – 4:07
3. „As Long as You Love Me“ (изключена версия) – 3:32
4. „Quit Playing Games (with My Heart)“ (E-Smoove Vocal Mix) – 6:47